# Flaine
Flaine , é uma estação de esqui no departamento francês da Alta-Saboia e que foi criada em 1968
O seu domínio esquiável utiliza o Grand Massif tal como é conhecido o conjunto formado pelas estações de esqui de : Flaine, Les Carroz d'Arâches, Morillon, Samoëns e Sixt-Fer-à-Cheval.

## História
Criado a partir do nado em 1968 no centro de um circo natural a 1 600 m de altitude, foi construído como uma "estação integrada" para se partir com "os esquis" nos pés e sem viaturas, pelo que todo o transporte é feito por cavalos ou veículos eléctricos.
A linha directora da construção arquitectónica foi a de respeitas a natureza pelo que as linhas do plano estão de harmonia com a morfologia do terreno. Hoje em dia esta opção foi reconhecida com a classificação do Hôtel Le Flaine aos Monumento histórico da França.